# Zonska nogometna liga Varaždin – Čakovec 1981./82.
Nogometna zona Varaždin – Čakovec, odnosno Zonska liga Varaždin – Čakovec za sezonu 1981./82. je predstavljala ligu petog stupnja nogometnog prvenstva Jugoslavije. 
 Sudjelovalo je 14 klubova, a prvak je bila "Crvena zvijezda" iz Sračinca. 

## Ljestvica
| mj. | klub                                | ut. | pob. | ner. | por. | gol+ | gol- | bod |
| --- | ----------------------------------- | --- | ---- | ---- | ---- | ---- | ---- | --- |
| 1.  | Crvena zvijezda Sračinec            | 26  | 19   | 3    | 4    | 57   | 24   | 41  |
| 2.  | Trnje Trnovec                       | 26  | 19   | 1    | 6    | 81   | 38   | 29  |
| 3.  | Partizan Strahoninec                | 26  | 15   | 7    | 4    | 57   | 20   | 37  |
| 4.  | Polet Pribislavec                   | 26  | 17   | 3    | 6    | 72   | 46   | 37  |
| 5.  | Udarnik Kućan Gornji                | 26  | 13   | 3    | 10   | 48   | 51   | 29  |
| 6.  | Graničar Kotoriba                   | 26  | 10   | 8    | 8    | 50   | 46   | 28  |
| 7.  | Borac Nedelišće                     | 26  | 11   | 4    | 11   | 50   | 65   | 26  |
| 8.  | Zelengaj Kućan Donji                | 26  | 6    | 12   | 8    | 39   | 44   | 24  |
| 9.  | Sloboda Varaždin                    | 26  | 9    | 5    | 12   | 70   | 39   | 23  |
| 10. | Metalac Ladanje                     | 26  | 7    | 6    | 13   | 45   | 63   | 20  |
| 11. | Dinamo Palovec                      | 26  | 7    | 6    | 13   | 36   | 35   | 20  |
| 12. | Podravina Ludbreg                   | 26  | 6    | 5    | 15   | 40   | 62   | 17  |
| 13. | Bratstvo Savska Ves                 | 26  | 3    | 7    | 16   | 34   | 32   | 13  |
| 14. | Budućnost (Hodošan – Mala Subotica) | 26  | 2    | 6    | 18   | 34   | 79   | 10  |

- Ladanje danas podijeljeno na Donje Ladanje i Gornje Ladanje. "Metalac" (danas "Rudar 47") je iz Donjeg Ladanja

## Rezultatska križaljka
| kratica | klub                                | BOR | BRA | BUD | CRZ | DIN | GRA | MET | PAR | POD | POL | SLO | TRNJ | UDA | ZEL |
| --- | ----------------------------------- | --- | --- | --- | --- | --- | --- | --- | --- | --- | --- | --- | ---- | --- | --- |
| BOR | Borac Nedelišće                     |     |     |     | 2:1 |     | 2:0 | 2:2 | 0:4 |     |     |     | 5:2  |     | 1:1 |
| BRA | Bratstvo Savska Ves                 | 1:3 |     |     |     |     |     |     |     |     |     |     |      |     |     |
| BUD | Budućnost (Hodošan – Mala Subotica) | 1:2 |     |     |     |     |     |     |     |     |     |     |      |     |     |
| CRZ | Crvena zvijezda Sračinec            |     |     |     |     |     |     |     |     |     |     |     |      |     |     |
| DIN | Dinamo Palovec                      | 2:1 |     |     |     |     |     |     |     |     |     |     |      |     |     |
| GRA | Graničar Kotoriba                   |     |     |     |     |     |     |     |     |     |     |     |      |     |     |
| MET | Metalac Ladanje                     |     |     |     |     |     |     |     |     |     |     |     |      |     |     |
| PAR | Partizan Strahoninec                |     |     |     |     |     |     |     |     |     |     |     |      |     |     |
| POD | Podravina Ludbreg                   | 1:4 |     |     |     |     |     |     |     |     |     |     |      |     |     |
| POL | Polet Pribislavec                   | 2:1 |     |     |     |     |     |     |     |     |     |     |      |     |     |
| SLO | Sloboda Varaždin                    | 6:1 |     |     |     |     |     |     |     |     |     |     |      |     |     |
| TRNJ | Trnje Trnovec                       |     |     |     |     |     |     |     |     |     |     |     |      |     |     |
| UDA | Udarnik Kućan Gornji                | 3:2 |     |     |     |     |     |     |     |     |     |     |      |     |     |
| ZEL | Zelengaj Kućan Donji                |     |     |     |     |     |     |     |     |     |     |     |      |     |     |
| |                                     |     |     |     |     |     |     |     |     |     |     |     |      |     |     |
| podebljan rezultat - utakmice od 1. do 13. kola (1. utakmica između klubova) rezultat normalne debljine - utakmice od 14. do 26. kola (2. utakmica između klubova) rezultat nakošen - nije vidljiv redoslijed odigravanja međusobnih utakmica iz dostupnih izvora rezultat smanjen * - iz dostupnih izvora nije uočljiv domaćin susreta prekrižen rezultat - poništena ili brisana utakmica p - utakmica prekinuta 3:0 p.f. / 0:3 p.f. - rezultat 3:0 bez borbe |                                     |     |     |     |     |     |     |     |     |     |     |     |      |     |     |

 Izvori:

## Unutarnje poveznice
- Liga Zagrebačke regije 1981./82.
- Međuopćinska liga Varaždin 1981./82.
- Zona ZO Bjelovar 1981./82.
- Regionalna liga Zagreb 1981./82.
- IV. zona Karlovac – Sisak – Gospić 1981./82.